# Filmografia del cinema russo (1908-1916)
La filmografia comprende tutti i film a soggetto prodotti dalle case cinematografiche russe dalla loro origine e apparsi nelle sale fino alla caduta dall'Impero.

## 1908
- Sten'ka Razin (Стенька Разин). Altro titolo: La punizione dei libertini (Понизовая вольница, Ponizovaja vol'nica); prima: 28 ottobre.
  - Dramma; 224 metri; produzione: Aleksandr Drankov; sceneggiatura: Vasilij Gončarov; regia: Vladimir Romaškov.

- Il musicista affascinato (Увлёкшийся музыкант, Uvlёkšijsja muzykant); prima: 1º novembre; perduto.
  - Commedia; 38 m.; produzione e regia: A. Drankov

- Il matrimonio di Krečinskij (Свадьба Кречинского, Svad'ba Krečinskogo); prima: 29 novembre.
  - Commedia (dall'opera omonima di Aleksandr Suchovo-Kobylin); 125 m.; produzione e regia: A. Drankov.

- L'attendente zelante (Усердный денщик, Userdnyj denščik), prima: 14 dicembre.
  - Comica; 80 m.; produzione: A. Drankov; sceneggiatura e regia: N. Filippov.

## 1909
- Un dramma nell'accampamento degli zingari presso Mosca (Драма в таборе подмосковных цыган, Drama v tabore podmoskovnych cygan); prima: 2 gennaio.
  - Dramma; 140 metri; produzione: Aleksandr Chanžonkov; regia: Vladimir Siversen.

- Doppio tradimento (Двойная измена, Dvojnaja izmena); prima: 20 gennaio; perduto.
  - Commedia; 100 m.; produzione: A. Drankov; regia: N. Filippov.

- La canzone del negoziante Kalašnikov (Песнь про купца Калашниковa, Pesn' pro kupca Kalašnikov); prima: 15 marzo; perduto.
  - Dramma (dal poema di Lermontov); 250 m.; produzione: A. Chanžonkov; sceneggiatura e regia: Vasilij Gončarov.

- Un matrimonio russo nel XVI secolo (Русская свадьба XVI столетия, Russkaja svad'ba XVI stoletija); prima: 8 maggio
  - Storico; 245 m.; produzione: A. Chanžonkov; sceneggiatura e regia: V. Gončarov.

- Taras Bul'ba (Tарас Бульба); prima: 30 maggio.
  - Dramma (dall'opera omonima di Gogol'); 240 m.; produzione e regia: Aleksandr Drankov.

- Van'ka il dispensiere (Ванька-ключник, Van'ka-ključnik); prima: 14 settembre.
  - Dramma; 230 m.; produzione: A. Chanžonkov; sceneggiatura e regia: V. Gončarov.

- La morte di Ivan il Terribile (Смерть Иоанна Грозного, Smert' Ioanna Groznogo); prima: 19 settembre.
  - Dramma storico (dall'opera omonima di Aleksej Tolstoj); 300 m.; produzione: Gloria; sceneggiatura e regia: V. Gončarov.

- Vij (Вий); prima: 27 settembre; perduto.
  - Dramma (dall'omonimo racconto di Gogol'); 295 m.; produzione: Pathé Frères (Mosca); sceneggiatura e regia: V. Gončarov.

- Il negoziante temerario (Ухарь-купец, Uchar'-kupec), prima: 29 settembre.
  - Commedia; 260 m.; produzione: Pathé Frères (Mosca); sceneggiatura e regia: V. Gončarov.

- Mazepa (Мазепа); prima: 27 ottobre.
  - Dramma (dal poema Poltava di Puškin); 350 m.; produzione: A. Chanžonkov; sceneggiatura e regia: V. Gončarov.

- La maga (Чародейка, Čarodejka); prima: 28 ottobre.
  - Dramma (dall'opera omonima di I. Špažinskij; 365 m.; produzione: A. Chanžonkov; sceneggiatura e regia: V. Gončarov.

- Un episodio della vita di Dmitrij Donskoj (Эпизод из жизни Дмитрия Донского, Epizod iz žizni Dmitrija Donskogo); prima: 15 dicembre.
  - Dramma storico; 250 m.; produzione: Pathé Frères (Mosca); regia: Kaj Hansen.

- La fontana di Bachčisaraj (Бахчисарайский фонтан, Bachčisarajskij fontan); prima: 19 dicembre; perduto.
  - Dramma storico (da Puškin); produzione: Thiemann e Reinhardt; sceneggiatura: Ja. Protazanov; operatore: G. Vitrotti; regia: Ja. Protazanov [?]

- La potenza delle tenebre (Власть тьмы, Vlast' t'my); prima: 27 dicembre; perduto.
  - Dramma (dall'opera omonima di Lev Tolstoj); 365 m.; produzione: A. Chanžonkov; sceneggiatura e regia: Pëtr Čardynin.

- Le anime morte (Мёртвые души, Mërtvye duši); prima: sconosciuta.
  - Commedia (dall'omonimo romanzo di Gogol'); 160 m.; produzione: A. Chanžonkov; sceneggiatura e regia: P. Čardynin.

- Il matrimonio (Женитьба, Ženit'ba); prima: sconosciuta; perduto.
  - Commedia (dall'omonima opera di Gogol'); 240 m.; produzione: A. Chanžonkov; sceneggiatura e regia: P. Čardynin.

## 1910
- Il nobile Orša (Боярин Орша, Bojarin Orša); prima: 15 gennaio.
  - Dramma (dall'opera omonima di Lermontov); 280 metri; produzione: Aleksandr Chanžonkov; sceneggiatura e regia: P. Čardynin.

- L'idiota (Идиот, Idiot); prima: 17 gennaio.
  - Dramma (dal romanzo di Dostoevskij); 430 m.; produzione: A. Chanžonkov; sceneggiatura e regia: P. Čardynin.

- Pietro il Grande (Пётр Великий, Pëtr Velikij); prima: 19 gennaio.
  - Storico; 590 m.; produzione: Pathé Frères (Mosca); sceneggiatura: Vasilij Gončarov; regia: Kaj Hansen e Vasilij Gončarov.

- A mezzanotte nel cimitero (В полночь на кладбище, V polnoč' na kladbišče); prima: 12 febbraio; perduto.
  - Dramma; 150 m.; produzione: A. Chanžonkov; sceneggiatura e regia: V. Gončarov.

- La scelta di una sposa per lo zar (Выбор царской невесты, Vybor carskoj nevesty); prima: 9 marzo; perduto.
  - Dramma (dalla commedia La cameriera di Pskov di Lev Mej); 173 m.; produzione: A. Chanžonkov; sceneggiatura e regia: Vasilij Gončarov

- Ermak Timofeevič, conquistatore della Siberia (Ермак Тимофеевич, покоритель Сибири, Ermak Timofeevič, pokoritel' Sibiri); prima: 1º marzo.
  - Storico; 460 m.; produzione: A. Chanžonkov; sceneggiatura e regia: V. Gončarov.

- La sirena (Русалка, Rusalka); prima: 12 aprile.
  - Dramma (da Puškin); 280 metri; produzione: A. Chanžonkov; sceneggiatura e regia: V. Gončarov.

- Delitto e castigo (Преступление и наказание, Prestuplenie i nakazanie); prima: 29 maggio; perduto
  - Dramma (dal romanzo di Dostoevskij); 197 m.; produzione: Gaumont (Mosca); sceneggiatura e regia: V. Gončarov.

- Napoleone in Russia (Наполеон в России, Napoleon v Rossii); prima: 4 maggio; perduto
  - Storico; 305 m.; produzione: Gaumont (Mosca); sceneggiatura e regia: V. Gončarov.

- Quadro della Pasqua ai tempi dello zar Aleksej Michajlovič (Пасхальная картинка из времён царя Алексея Михайловича, Paschal'naja kartina iz vremën carja Aleksej Michajlovič); prima: 11 maggio; perduto
  - Storico; 150 m.; produzione: Gaumont (Mosca); sceneggiatura e regia: V. Gončarov.

- Il generale Toptygin (Генерал Топтыгин); prima: 28 maggio
  - 124 m.; produzione: D. Charitonov; regia: V. Gončarov.

- Vita e morte di Puškin (Жизнь и смерть Пушкина, Žizn' i smert' Puškina); prima: 3 settembre.
  - Dramma; 350 m.; produzione: Gaumont (Mosca); sceneggiatura e regia: V. Gončarov.

- Il cosacco oltre il Danubio (Запорожец за Дунаем, Zaporožec za Dunaem); prima: 25 settembre; perduto.
  - Dramma; 260 m.; produzione: A. Drankov; regia: N. Černevskij.

- Vadim (Вадим); prima: 2 ottobre.
  - Dramma (dal racconto di Lermontov); 400 m.; produzione: A. Chanžonkov; sceneggiatura e regia: P. Čardynin.

- Mascherata (Маскарад, Maskarad); prima: 5 ottobre; perduto
  - Dramma (da Lermontov); 370 m.; produzione: A. Chanžonkov; regia: P. Čardynin.

- Marfa Posadnica (Марфа Посадница); prima: 8 novembre
  - Dramma storico; 545 m.; produzione: Pathé Frères (Mosca); sceneggiatura: Česnav Sabinskij; regia: André Maître.

- La principessa Tarakanova (Княжна Тараканова, Knjažna Tarakanova); prima: 22 novembre.
  - Dramma storico (dall'opera omonima di Spažinskij; 420 m.; produzione: Pathé Frères (Mosca); sceneggiatura: Č. Sabinskij; regia: Kaj Hansen e A. Maître.

- La dama di picche (Пиковая дама, Pikovaja dama); prima: 13 dicembre.
  - Dramma (dal libretto d'opera di Modest Čajkovskij); 380 m.; produzione: A. Chanžonkov; sceneggiatura e regia: P. Čardynin.

- I venditori ambulanti (Коробейники, Korobejniki).
  - Dramma (dalla poesia omonima di Nekrasov); 350 m.; produzione: A. Chanžonkov; sceneggiatura e regia: V. Gončarov.

- Il duello (Поединок, Poedinok).
  - Dramma (dal racconto di Kuprin); 250 m.; produzione: Pathé Frères (Mosca); sceneggiatura: Vladimir Konenko; regia: A. Maître.

- Bogdan Chmel'nickij (Богдан Хмельницкий); prima: 4 dicembre; perduto.
  - Dramma storico (dall'opera di Staričkij); 355 m.; produzione: A. Drankov; regia: N. Černevskij.

- Negli anni studenteschi (В студенческие годы, V studenčeskie gody); prima: 14 dicembre; perduto
  - Dramma; 320 m.; produzione: D. Charitonov; sceneggiatura e regia: P. Čardynin.

- Lucanus Cervus; perduto.
  - Animazione; regia: Władysław Starewicz

- Il tenente Ergunov (Лейтенант Ергунов); perduto
  - Dramma (dal racconto di Turgenev); 420 m.; produzione: Pathé Frères (Mosca); sceneggiatura: Č. Sabinskij; regia: A. Maître e K. Hansen.

- Taras Bul'ba o L'amore di Andrij (Любовь Андрия, Ljubov' Andrija); perduto
  - Dramma (da Gogol'); 280 m.; produzione: Pathé Frères (Mosca); sceneggiatura: Č. Sabinskij; regia: A. Maître.

- Seconda gioventù (Bторая молодость, Vtoraja molodost'); perduto
  - Dramma (dall'opera di Nevežin); 400 m.; produzione: D. Charitonov; sceneggiatura e regia: P. Čardynin.

- Mara (Мара).
  - Dramma storico; 275 me.; produzione: Pathé Frères (Mosca); sceneggiatura: Č. Sabinskij; regia: A. Maître.

## 1911
- In un posto movimentato (На бойком месте, Na bojkom meste); prima: 1º gennaio.
  - Dramma (dall'opera di Ostrovskij); 420 metri; produzione: A. Chanžonkov; regia: P. Čardynin.

- Anna Karenina (Анна Каренина); prima: 18 gennaio; perduto.
  - Dramma (da Tolstoj); 350 m.; produzione: Pathé Frères (Mosca); sceneggiatura: Č. Sabinskij; regia: A. Maître.

- Il secondo sparo (Второй выстрел, Vtoroj vystrel); prima: 29 gennaio; perduto.
  - Dramma (da Lo sparo di Puškin); 275 m., produzione: Varjag; sceneggiature e regia: V. Krivcov.

- Il demone (Демон, Demon); prima: 2 febbraio; perduto.
  - Dramma (da Lermontov); 425 m.; produzione: Timan e Reinhardt; regia: Giovanni Vitrotti.

- Alla vigilia del manifesto del 19 febbraio (Накануне манифеста 19 февраля, Nakanune manifesta 19 fevralja); prima: 16 febbraio; perduto.
  - Dramma; 241 m.; produzione: A. Chanžonkov; sceneggiatura: V. Gončarov; regia: P. Čardynin.

- La vita per lo zar (Жизнь за царя, Žizn' za carja); prima: 8 febbraio; perduto.
  - Dramma storico (da Glinka); 390 m.; produzione: A. Chanžonkov; regia: V. Gončarov.

- Eugenio Onegin (Евгений Онегин); prima: 1º marzo; perduto.
  - Dramma (da Puškin); 270 m.; produzione: A. Chanžonkov; sceneggiatura e regia: V. Gončarov.

- Fatti il segno della croce, popolo russo ortodosso (Осени себя крестным знамением, православный русский народ, Oseni sedja krestnym znameniem, pravoslavnyj russkij narod); prima: 4 marzo; perduto.
  - Dramma; 105 m.; produzione: Pathé Frères (Mosca); operatore: A. Levickij; regia: V. Karin.

- Le favole di Krylov (Басни Крыловa, Basni Krylova); prima: 6 luglio; perduto.
  - Produzione: Prodafilm; sceneggiatura e regia: A. Alekseev-Jakovlev.

- Dar'ja Osokina (Дарья Осокина); prima: 30 luglio; perduto.
  - Dramma; 250 m.; produzione: Prodafilm; sceneggiatura e regia: A. Alekseev-Jakovlev.

- Maljuta Skuratov (Малюта Скуратов); prima: 30 agosto; perduto.
  - Dramma; 395 m.; produzione: R. Perskij; operatore: Noske.

- La reginotta rana (Царевна-лягушка, Carevna-ljaguška); prima: 6 settembre; perduto.
  - Fiaba; 225 m.; produzione: Prodafilm; regia: A. Alekseev-Jakovlev.

- La sposa dello Zar (Царская невеста, Carskaja nevesta); prima: 10 settembre; perduto.
  - Dramma (da Lev Mej); 557 m.; produzione: Timan e Reinhardt; operatore: G. Vitrotti; regia: Vladimir Krivcov.

- La forza nemica (Вражья сила, Vraž'ja sila); prima: 27 settembre; perduto.
  - Dramma (da In un posto movimentato di A. Ostrovskij); 150 m.; produzione: Prodafilm; sceneggiatura e regia: A. Alekseev-Jakovlev.

- Il condottiero (Воевода, Voevoda); prima: 27 settembre; perduto.
  - Dramma (da Mickiewicz); 150 m.; produzione: Prodafilm; sceneggiatura e regia: A. Alekseev-Jakovlev.

- La sonata a Kreutzer (Крейцерова соната, Krejcerova sonata); prima: 1º ottobre; perduto.
  - Dramma (da L. Tolstoj); 570 m.; produzione: Globus-Sfinks; operatore: L. Forestier; sceneggiatura e regia: P. Čardynin.

- Il promesso sposo (Суженый, Suženyj); prima: 4 ottobre; perduto.
  - Commedia; 180 m.; produzione: Prodafilm; regista: A. Alekseev-Jakovlev.

- Il romanzo col contrabbasso (Роман с контрабасом, Roman s kontrabasom); prima: 7 ottobre.
  - Commedia (dal racconto di Čechov); 240 m.; produzione: Pathé Frères (Mosca); sceneggiatura: Č. Sabinskij; regia: K. Hansen.

- Dubrovskij (Дубровский); prima: 13 ottobre; perduto.
  - Dramma (dal racconto di Puṡkin); produzione: Timan e Reinhardt.

- Ignat Podkova (Игнат Подкова); prima: 25 ottobre; perduto.
  - Dramma; 380 m.; produzione: Prodafilm; sceneggiatura: N. N. Breško-Breškovskij; regia: A. Alekseev-Jakovlev.

- La difesa di Sebastopoli (Оборона Севастополя, Oborona Sevatopolja); prima: 26 ottobre.
  - Dramma storico; 2.000 m.; produzione: A. Chanžonkov; sceneggiatura e regia: V. Gončarov e A. Chanžonkov.

- La canzone dell'ergastolano (Песня каторжанина, Pesnja katoržanina); prima: 8 novembre; perduto.
  - Dramma; 380 m.; produzione: produzione: Thiemann e Reinhardt; operatore: G. Vitrotti; sceneggiatura e regia: Jakov Protazanov

- Rogneda (Рогнеда); prima: 10 novembre; perduto.
  - Dramma storico (da un'opera di A. Amfiteatrov); 430 m.; produzione: Timan e Reinhardt; operatore: G. Vitrotti; regia: Vladimir Krivcov.

- Il padre crudele (Жестокий отец, Żestokij otec); prima: 12 novembre; perduto.
  - Dramma (dall'opera di Jakov Gordin); 800 m.; produzione: A. Chanžonkov; sceneggiatura: Isroel' Zalman-Libin, regia: Abraam Arštejn e Abraam Kaminskij.

- Lomonosov (Ломоносов); prima: 15 novembre; perduto.
  - Dramma storico; 450 m.; produzione: Pathé Frères (Mosca); sceneggiatura: Č. Sabinskij; operatore: G. Meyer; regia: K. Hansen.

- L'ortolano Lichoj (Огородник Лихой, Ogorodnik Lichhoj); prima: 20 novembre; perduto.
  - Dramma; 650 m.; produzione: R. Perskij; operatore: Noske; regia: R. Perskij e N. Kuznecov.

- Gli ultimi minuti del falso Dmitrij (Последние минуты Дмитрия Самозванца, Poslednie minuty Dmitrija samosvanca); prima: 21 novembre; perduto.
  - Dramma storico; 310 m.; produzione: A. Chanžonkov; regia: P. Cardynin.

- Lui chi è? (Кто он?, Kto on?); prima: 22 novembre; perduto.
  - Dramma (da Puṡkin); 60 m.; produzione: Prodafilm; sceneggiatura e regia: A. Alekseev-Jakovlev.

- Il marito nel sacco (Муж в мешке, Muž v meške); prima: 22 novembre; perduto.
  - Commedia; 250 m.; produzione: Prodafilm; regia: A. Alekseev-Jakovlev.

- Il violino (Скрипка, Skrinka); prima: 28 novembre; perduto.
  - Rappresentazione di vita ebraica; 210 m.; produzione: Pathé Frères (Mosca); sceneggiature: C. Sabinskij; operatore: G. Meyer; regia: K. Hansen.

- Esterka Blechman (Эстерке Блехман); prima: 29 novembre; perduto.
  - Dramma; 600 m.; produzione: R. Perskij; regista: Aleksandr Ivanov-Gaj.

- Caterina (Катерина); prima: 29 novembre; perduto.
  - Dramma (dal poema di Ševčenko); 335 m.; produzione: Pathé Frères (Mosca); sceneggiatura e scenografia: Č. Sabinskij; operatore: G. Meyer; regia: K. Hansen.

- I vecchi tempi di Kašira (Каширская старина, Kaširskaja starina); prima: 3 dicembre; perduto.
  - Dramma (da Dmitrij Averkiev); 855 m.; produzione: Timan e Reinhardt; regia: V. Krivcov.

- Il principe Serebrjanyi e la prigioniera Barbara (Князь Серебряный и пленница Варвара, Knjaz' Serebrjanyi i plenmica Varvara); prima: 6 dicembre; perduto.
  - Dramma (da Marlinskij); 320 m.; produzione: Prodafilm; regia: A. Alekseev-Jakovlev.

- Maty la giornaliera (Маты-Наймичка, Maty-Najmička); prima: 17 dicembre; perduto.
  - Commedia; 365 m.; produzione: R. Perskij; operatore: Noske.

- L'uccello azzurro (Синяя птица, Sinjaja ptica); prima: 17 dicembre; perduto.
  - Dramma (da M. Maeterlinck); 530 m.; produzione: Prodafilm; regia: A. Alekseev-Jakovlev.

- Akulina l'elegantona (Акулина-модница, Akulina-modnica); prima: 20 dicembre; perduto.
  - Commedia; 145 m.; produzione e regia: A. Drankov.

- Natalka di Poltava (Наталка-Полтавка, Natalka-Poltavka); prima: 24 dicembre; perduto
  - Commedia; 275 m.; produzione: A. Chanžonkov; operatore: Daniil Sachnenko; regia: Nikolaj Sadovskij

- Martyn con la balalaika (Мартын с балалайкой, Martyn s balalajkoj); prima: 26 dicembre; perduto.
  - Commedia; 127 m.; produzione: Varjag; regia: Michail Novikov

- Mitjucha nella città dalle pietre bianche (Митюха в Белокаменной, Mitjucha v Belokammenoj).
  - Comico; 180 m.; produzione: Pathé Frères (Mosca); sceneggiatura: Č. Sabinskij; operatore: G. Meyer; regia: K. Hansen.

- La figlia del boiaro (Боярская дочь, Bojarskaja doč'); perduto.
  - Dramma (da Špažinskij); 225 m.; produzione: A. Chanžonkov.

- Il principe Vasilij il cieco e Dmitrij Semjaka (Великий князь Василий Тёмный и Дмитрий Шемяка, Velikij knjaz' Vasilij Tëmnyn i Dmitrij Šemjaka); perduto.
  - Dramma storico; 556 m.; produzione: Progress A. Genzel.

- Il prigioniero del Caucaso (Кавказский пленник, Kavkazskij plennik); perduto.
  - Dramma (da Puškin); 385 m.; produzione: Timan e Reinhardt; regia: G. Vitrotti.

- Matrimonio contadino (Крестьянская свадьба, Krest'janskaja svad'ba); perduto.
  - Da un'idea di L. Tolstoj; 196 m.; produzione: Drankov e Cines; operatore: A. Drankov; regia: Tat'jana Tolstaja.

## 1912
- Il rompicollo ricciuto (Лихач-кудрявич, Lichač-Kudrjavič); prima: 17 gennaio; perduto
  - Dramma (dalla poesia di N. A. Nekrasov); 675 metri; produzione: R. Perskij; sceneggiatura: B. Čajkovskij; regia: R. Perskij e V. Kuznecov.

- Il cantare del savio Oleg (Песнь о вещем Олеге, Pesn' o veščem Olege); prima: 20 gennaio.
  - Dramma (dalla poesia di Puškin); 285 m.; produzione: Timan e Reinhardt; operatore: G. Vitrotti; sceneggiatura e regia: Ja. Protazanov.

- Anfisa (Анфиса); prima: 24 gennaio; perduto.
  - Dramma; 860 m.; produzione: Timan e Reinhardt; sceneggiatura: Leonid Andreev; operatore: G. Vitrotti; regia: Ja. Protazanov.

- La povertà non è un vizio (Бедность не порок, Bednost' ne porok); prima: 13 marzo; perduto.
  - Dramma (da A. N. Ostrovskij); 345 m.; produzione: Pathé Frères (Mosca); scenografia: Č. Sabinskij; operatore: G. Meyer; regia: K. Hansen.

- La bellissima Ljukanida o La guerra tra baffuti e cornuti (Прекрасная Люканида, или Война усачей и рогачей, Prekrasnida Ljukanida, ili Vojna usačej i goračej); prima: 12 aprile.
  - Animazione; 230 m.; produzione: A. Chanžonkov; sceneggiatura, scenografia, fotografia e regia: W. Starewicz.

- Allegre scenette dalla vita degli animali (Весёлые сценки из жизни животных, Vesёlye scenki žizni životnych); prima: 1º maggio
  - Animazione; 134 m.; produzione: A. Chanžonkov; sceneggiatura, scenografia, fotografia e regia: W. Starewicz.

- Il 1812 (1812 год, 1812 god); prima: 25 agosto.
  - Dramma storico; 1.300 m.; produzione: A. Chanžonkov e Pathé Frères (Mosca); scenografia: Č. Sabinskij; sceneggiatura: Afonskij; operatori: Meyer, Forestier, Levickij, Ryllo, Bremer; regia: regia: K. Hansen, V. Gončarov, A. Uralsskij.

- I fratelli banditi (Братья-разбойники, Brat'ja-razbojniki); prima: 18 settembre; perduto.
  - Dramma (dalla poesia di Puškin); 455 m.; produzione: Varjag; operatore: Antonio Serrano; regia: V. Krivcov.

- Il temporale (Гроза, Groza); prima: 1º ottobre.
  - Dramma (da A. N. Ostrovskij); 745 m.; produzione: Pathé Frères (Mosca); scenografia e sceneggiatura: Č. Sabinskij; operatore: G. Meyer; regia: K. Hansen.

- Torrente di primavera (Весенний поток, Vesennij potok); prima: 4 ottobre
  - Dramma (dall'opera di A. I. Kosorotov); 580 m.; produzione: A. Chanžonkov; operatore: L. Forestier; sceneggiatura e regia: P. Čardynin.

- Senza dote (Бесприданница, Bespridannica); prima: 16 ottobre.
  - Dramma (da A. Ostrovskij); 765 m.; produzione: Pathé Frères (Mosca); sceneggiatura: Č. Sabinskij; operatore: G. Meyer; regia: K. Hansen.

- La vendetta dell'operatore cinematografico (Месть кинематографического оператора, Mest' kinematografičeskogo operatora); prima: 27 ottobre.
  - Animazione; 285 m.; produzione: A. Chanžonkov; sceneggiatura, scenografia, fotografia e regia: W. Starewicz.

- Il dio della vendetta (Бог мести, Bog mesti); prima: 10 novembre; perduto.
  - Dramma (da S. Asch); 795 m.; produzione: Pathé Frères (Mosca); scenografia: Č. Sabinskij, operatore: G. Meyer; sceneggiatura e regia: Aleksandr Arkatov.

- La lotta di due generazioni (Борьба двух поколений, Bor'ba dvuch pokolenij); prima: 13 novembre; perduto.
  - Dramma (da Mirra Efros di Ja. Gordin); 740 m.; produzione: Gaumont (Mosca); regia: Vladimir Krivcov.

- La piccola Vera vuole sposarsi (Верочка хочет замуж, Veročka chočet zamuž); prima: 13 dicembre; perduto.
  - Commedia; 200 m.; produzione: Varjag; operatore: N. Efremov; sceneggiatura e regia: Boris Čajkovskij.

- I figliastri del destino (Пасынки cудьбы, Pasynski sud'by); prima: 24 dicembre.
  - Dramma; 600 m.; produzione: Pathé Frères (Mosca); scenografia: Č. Sabinskij; operatore: Meyer; regia: K. Hansen.

- I fratelli banditi (Братья-разбойники, Brat'ja-razbojniki).
  - Dramma (dalla poesia di Puškin); 583 m.; produzione: A. Chanžonkov; operatore: A. Ryllo; regia: V. Gončarov.

- Il suocero amante della nuora (Снохач, Snochač).
  - Dramma; 256 m.; produzione: A. Chanžonkov; operatore: A. Ryllo; sceneggiatura e regia: A. Ivanov-Gaj.

- Lo spaventoso cadavere (Cтрашный покойник, Strašnyj pokojnik).
  - Dramma; 360 m.; produzione: Pathé Frères (Mosca); scenografia: Č. Sabinskij; operatori: Meyer e Levickij; regia: Č. Sabinskij e A. Gurev.

- Rachele (Рахиль).
  - Dramma; 890 m.; produzione: Pathé Frères (Mosca); scenografia: Č. Sabinskij; operatore: Meyer; sceneggiatura e regia: A. Arkatov.

- Il quartiere operaio (Рабочая слободка, Rabočaja slobodka).
  - Dramma (da E. Karpov); 620 m.; produzione: A. Chanžonkov; operatore: Forestier; sceneggiatura e regia: P. Čardynin.

- La settimana aeronautica degli insetti (Авиационная неделя насекомых, Aviacionnaja nedelja nasekomych).
  - Animazione; produzione: A. Chanžonkov; sceneggiatura, scenografia, fotografia e regia: W. Starewicz.

- Ira imperiale (Царский гнев, Zarskij gnev).
  - Dramma; 560 m.; produzione: Pathé Frères (Mosca); scenografia: Č. Sabinskij; operatore: Meyer; regia: Hansen.

- Il mistero della casa n° 5 (Тайна дома N° 5, Tajna doma N° 5).
  - Dramma; 740 m.; produzione: Pathé Frères (Mosca); scenografia: Č. Sabinskij; operatori: Meyer e Levickij; regia: Hansen.

- Il dio della vendetta (Бог мести, Bog mesti); perduto.
  - Dramma (da S. Asch); 1100 m.; produzione: Forza; regia: sconosciuta

- La figlia del ladro di cavalli (Дочь конокрада, Doč' konokrada); perduto.
  - Dramma; 515 m.; produzione: Gaumont (Mosca); operatore: A: Vinkler; sceneggiature e regia: V. Krivcov.

- L'accampamento dei cosacchi (Запорожская сечь, Zaporožskaja seč'); perduto.
  - Dramma; 850 m.; produzione: Studio della Russia meridionale Patria; regia: Daniil Sachnenko.

- L'ultima parola dell'accusato (Последнее слово подсудимого, Poslednee slovo podsudimovo); perduto.
  - Dramma (da Majkov); 570 m.; produzione: Gaumont (Mosca); regia: V. Krivcov.

- La partenza di un grande vecchio (Уход великого старца, Uchod velikogo starca); non proiettato in Russia.
  - Storico; 800 m.; produzione: Timan e Reinhardt; sceneggiatura: Isaak Fejnerman; operatore: G. Meyer; regia: Ja. Protazanov.

- La strega (Колдунья, Koldun'ja).
  - Dramma (da E. N. Čirikov); 700 m.; produzione: R. Perskij; operatore: Noske; regia: V. Kuznecov.

- Destino di contadini (Крестьянская дoля, Krest'janskaja dolja).
  - Dramma; 875 m.; produzione: A. Chanžonkov; sceneggiatura: A. Bibikov; operatore: Forestier; regia: V. Gončarov.

- Il calice della vita e della morte (Кубок жизни и смерти, Kubok żizni i smerti).
  - Dramma; 900 m.; produzione: Pathé Frères (Mosca); scenografia: Č. Sabinskij; operatore: Meyer; sceneggiatura: A. Arkatov; regia: Hansen.

- Privo di sole (Лишенный солнца, Lišonnyj solnca).
  - Dramma; 350 m.; produzione: Timan e Reinhardt; regia: V. Krivcov.

- L'amore del fabbro ferraio (Любовь кузнеца, Ljubov' kuzneca).
  - Dramma; 397 m.; produzione: Varjag; operatore: N. Efremov; sceneggiatura e regia: B. Čajkovskij.

- La testa non dà pace a Mitjucha (Митюхина голова ему покоя не дает, Mitjuchina golova emu pokoja ne daet).
  - Comica; 147 m.; produzione: Pathé Frères (Mosca); scenografia: Č. Sabinskij; operatore: Meyer; regia: Hansen.

- Capitano tutte al povero Mitjucha (На бедного Митюху все шишки валятся, Na bednovo Mitjuchu vse šiški valjatcja).
  - Comica; 165 m.; produzione: Pathé Frères (Mosca); scenografia: Č. Sabinskij; operatore: Meyer; regia: Hansen.

- Nel campo del popolo (Ha народной ниве, Na narodnoj nive).
  - Dramma; 645 m.; produzione: Pathé Frères (Mosca); sceneggiatura e scenografia: Č. Sabinskij; operatore: Meyer; regia: Hansen.

- Le catacombe di Odessa (Одесские катакомбы, Odesskie katakomby).
  - Dramma; 1.400 m.; produzione: Mitograf; operatore: Drobin; regia: Marcenko e Medvedev.

- Sotto il potere della luna (Под властью луны, Pod vlastju luny).
  - Dramma (dal romanzo di Jerzy Żuławski); 260 m.; produzione: Prodafilm; regia: A. Alekseev.

- Il reparto n. 6 (Палата н° 6, Palata n° 6).
  - Dramma (dalla novella di Čechov); produzione: Štern & C, Varjag; operatore: Frolov; sceneggiatura e regia: B. Čajkovskij.

## 1913
- Bela (Бэла); prima: 4 febbraio; perduto
  - Dramma (da Lermontov); 876 metri; produzione: A. Chanžonkov; sceneggiatura e regia: A. Gromov.

- Nove dita (Девять пальцев, Devjat' pal'cev); prima: 11 marzo; perduto.
  - Dramma; 695 m.; produzione: Pathé Frères (Mosca); Sceneggiature e regia: Maksimilian Garri.

- L'omicida (Душегубец, Dušegubec); prima: 23 marzo; perduto.
  - Dramma; 1200 m.; produzione: Tanagra e Bioscop; regia: Georg Jacobi.

- Figlio unico (Единственный сын, Edistbennyj syn); prima: 17 aprile; perduto.
  - Commedia; 235 m.; produzione: Società cinematografica russa; sceneggiatura: A. Svirskij; operatore: Ivan Frolov; regia: Nikolaj Petrov.

- Dov'è Matilda? (Где Матильда?, Gde Matil'da); prima: 29 aprile; perduto.
  - Comica; 800 m.; produzione: Tanagra e Bioskop; sceneggiature: Anatolij Kamenskij; regia: Arnold Bystrickij e Georg Jakobi.

- L'appartamento dello zio (Дядюшкина квартира, Djadjužkina kvartira); 16 settembre.
  - Commedia; 875 m.; produzione: A. Chanžonkov; sceneggiatura e regia: P. Čardynin.

- La casetta a Kolomna (Домик в Коломне, Domnik v Kolomne); prima: 1º novembre.
  - Commedia (da Puškin); 610 m.; produzione: A. Chanžonkov; operatore: W. Starewicz; regia: P. Čardynin.

- Il combattente della maschera nera (Борец под чёрной маской, Borec pod černoj maskoj); prima: 5 novembre; perduto.
  - Dramma; 1795 m.; produzione: Vita; sceneggiatura: N. Breško-Breškovskij; regia: Breško-Breškovskij e Vladimir Galgardt.

- Giacomino, nemico degli spilloni (Жакомино - враг шляпных булавок, Žakomino - vrag šljapnych bulavok); prima: 7 novembre; perduto.
  - Comica; 180 m.; produzione: Vita; operatore e regia: Vladimir Gelgardt.

- Zio Pud, nemico delle balie (Дядя Пуд - враг кормилиц, Djadja Pud - vrag kormilic); prima: 23 novembre; perduto.
  - Comica; 600 m.; produzione: Drankov e Taldykin; operatore: N. Kozlovskij; regia: Ju. Jurevskij.

- La ghiaia (Галька, Gal'ka); prima: 25 novembre; perduto.
  - Dramma (dall'opera di Stanisław Moniuszko; 800 m; produzione: Kosmofilm; regia: Kazimirz Kaminski.

- La donna di due mariti (Двумужница, Dvumužnica); prima: 5 dicembre; perduto.
  - Dramma; 1200 m.; produzione: Kosmofilm; regia: Abraam Kaminskij.

- Il flagello del mondo (Бич мира, Bič mira); prima: 10 dicembre; perduto.
  - Dramma; 1100 m.; produzione: Vita; sceneggiatura e regia: V. Gelgardt.

- Chaz-Bulat (Хаз-Булат); prima: 14 dicembre; perduto. 
  - Dramma; 632 m.; produzione: A. Chanžonkov; operatore: N. Efremov; regia: V. Gončarov.

- La cicala e la formica (Стрекоза и муравей, Strekoza i muravej); prima: 15 dicembre.
  - Animazione (da Krylov); 158 m.; produzione: A. Chanžonkov; sceneggiatura, scenografia, fotografia e regia: W. Starewicz.

- Annetta ha cenato bene (Аннета хорошо поужинала, Anneta chorošo použinala); prima: 15 dicembre; perduto.
  - Comica; 350 m.; produzione: Drankov e Taldykin; sceneggiatura e regia: Nikolaj Ulich.

- Nel potere di una forza tenebrosa (Во власти тёмной силы, Vo vlasti tëmnoj sily); prima: 20 dicembre; perduto.
  - Dramma; 1300 m.; produzione: A. Taldykin; sceneggiatura e regia: Boris Čajkovskij.

- La notte prima di Natale (Ночь перед Рождеством, Noč' pered Roždestvom); prima: 26 dicembre.
  - Commedia; 1115 m.; produzione: A. Chanžonkov; sceneggiatura, scenografia, fotografia e regia: W. Starewicz.

- Zio Pud all'appuntamento (Дядя Пуд на свидании, Djadja Pud na svidanii); prima: 28 dicembre; perduto.
  - Comica; 216 m.; produzione: Drankov e Taldykin; operatore: Kozlovskij; regia: Ju. Jurevskij.

- Baccanali (Вакханалия, Vakchanalja); perduto.
  - Balletto (dal Samson et Dalila); 150 m.; produzione: Pathé Frères (Mosca); regia: Hansen.

- La zarina balcanica (Балканская царица, Balkanskaja zarica); perduto.
  - Dramma; 750 m.; produzione: A. Charitonov; operatore: N. Kozlovskij; regia: N. Ulich.

- Povere pecorelle (Бедные овечки, Bednye ovečki); perduto.
  - Comica; 950 m.; produzione: R. Perskij; operatore: L. Forestier; regia: Boris Svetlov.

## 1914
- Libero come l'aria (Вольная птица, Vol'naja ptica); prima: 4 gennaio; perduto. 
  - Dramma; 685 metri; produzione: Pathé Frères (Mosca); sceneggiatura: V. Demert; regia: Evgenij Bauer.

- Il macello (Убой, Uboj); prima: 16 gennaio; perduto.
  - Dramma (da Gordin); 1300 m.; produzione: Kosmofilm; operatore: S. Zebel; regia: A. Kaminskij.